# Fischer (månekrater)
Fischer er et nedslagskrater på Månen. Det befinder sig på Månens bagside og er opkaldt efter de tyske kemikere og nobelprismodtagere Hermann Emil Fischer (1852 – 1919) og Hans Fischer (1881 – 1945).
Navnet blev officielt tildelt af den Internationale Astronomiske Union (IAU) i 1976.

## Omgivelser
Fischerkrateret ligger i den nordøstlige del af kraterbunden i det enorme Mendeleevbassin.

## Karakteristika
Krateret har cirkulær rand, og kraterbunden har samme lave albedo som det omgivende mare. Der ligger et mindre nedslagskrater i kraterbunden tæt op ad den nordvestlige kratervæg. Randen og bunden er i øvrigt ramt af adskillige små nedslag.

## Måneatlas
- Billeder af Fischerkrateret i LPI-måneatlasset